# Jabkenice
Jabkenice är en ort i Tjeckien.   Den ligger i regionen Mellersta Böhmen, i den centrala delen av landet, 50 km nordost om huvudstaden Prag. Jabkenice ligger 231 meter över havet och antalet invånare är 353.
Terrängen runt Jabkenice är huvudsakligen platt, men åt nordväst är den kuperad. Runt Jabkenice är det ganska tätbefolkat, med 70 invånare per kvadratkilometer. Närmaste större samhälle är Mladá Boleslav, 12,5 km nordväst om Jabkenice. Trakten runt Jabkenice består till största delen av jordbruksmark.